# 오푸스 (오디오 포맷)
오푸스(Opus)는 국제 인터넷 표준화 기구(IETF)가 개발한 손실 오디오 압축 포맷이며, 특히 인터넷 상의 인터렉티브 실시간 응용 프로그램에 적합하게 만들어졌다.
RFC 6716으로 표준화된 오픈 포맷으로서, 참조 구현이 3절 BSD 라이선스 하에 제공된다. 오푸스를 포함하는 모든 알려진 소프트웨어 특허는 무로열티 조건 하에 허가되어 있다. 오푸스는 음성지향 SILK와 저지연 CELT 두가지 코덱의 기술을 포함하고 있다. 오푸스는 높은 비트 레이트와 낮은 비트 레이트에 모두 매끄럽게 적용될 수 있다. 내부적으로 낮은 비트레이트의 선형 예측 코덱과 높은 비트레이트의 변형 코덱의 사이를 전환한다. 오푸스는, 자연스러운 대화와 네트워크 음악 공연 혹은 립싱크를 가능하게 하는 낮은 오디오 지연시간 의사소통 연결의 부분으로서의 사용을 위해 필수적인, 아주 낮은 알고리즘 지연시간(기본 22.5 ms)을 갖고 있다. 오푸스는 5 ms 이하의 더 작은 알고리즘 지연시간을 달성하기 위해 품질 및 비트 레이트의 균형을 맞추는 것을 허용한다. 현재까지는 5ms까지로 지연시간을 줄일 수 있다.

## 기능

가능한 비트레이트, 지연 결합에 대한, 다른 코덱들과의 비교

오푸스는 2.5 ms에서 60 ms의 프레임 사이즈, 8 kHz에서 48 kHz까지의 다양한 샘플링 레이트, 6 kbit/s에서 510 kbit까지의 고정 비트레이트와 가변 비트레이트 인코딩을 지원한다. 오푸스 스트림은 채널 커플링을 허용하면서, 255개의 오디오 채널까지 지원한다.또한 오푸스 코덱은 비트레이트에 따라 샘플레이트를 조절할 수 있다. 그러나 현재 오푸스는 고음질 음원으로 불리는 96kHz 이상의 샘플레이트나 24bit 깊이를 제공하지 않으며, CD 내 음원의 샘플레이트인 44.1kHz는 지원하지 않고 변환할 때 음손실이 일어나지 않는다는 48kHz로 저장한다.

## 같이 보기
- 오디오 코덱